# Mrs. Vandebilt
Mrs. Vandebilt (auch Mrs Vandebilt) ist ein Lied der britischen Musikgruppe Wings, das 1973 auf dem Album Band on the Run und 1974 als Single A-Seite veröffentlicht wurde. Komponiert wurde es von Paul McCartney und Linda McCartney. Es war die siebte Single der Wings in Deutschland, in den USA und Großbritannien wurde sie nicht veröffentlicht.

## Hintergrund
McCartney plante, das neue Album Band on the Run außerhalb Großbritanniens aufzunehmen, und hatte sich für ein EMI-Aufnahmestudio in Lagos, Nigeria entschieden. Rund eine Woche vor dem Abflug nach Lagos eskalierte die schlechte Stimmung im Aufnahmestudio und Henry McCullough stieg aus der Band aus. Denny Seiwell gab seinen Ausstieg aus der Band am Tag des geplanten Abflugs nach Lagos am 9. August 1973 bekannt. Nur noch zu dritt, nahm das verbliebene Trio acht Lieder in Nigeria auf, darunter auch Mrs. Vandebilt. Da ihnen die Demotonbänder in Nigeria geraubt wurden, mussten die Lieder aus dem Gedächtnis rekapituliert werden.
Die ersten Zeilen des Liedes stammen vom englischen Music-Hall-Künstler und Komiker Charlie Chester. Chesters Slogan lautete „Unten im Dschungel in einem Zelt leben, besser als ein Bungalow, keine Miete“. Den Text zum Riff auf Chesters Song änderte Paul McCartney in „Unten im Dschungel, in einem Zelt lebend; du verwendest kein Geld, du zahlst keine Miete, du weißt nie, wie spät es ist, aber es macht dir nichts aus“. Es war ein regelmäßiger Gesang der Eingeborenen in Chesters Serie Tarzan Of The Tapes. Das künstliche Gelächter, das bei Mrs. Vandebilt am Ende, nachdem aus „Mrs Vandebilt“ „Mrs Washington“ geworden ist, zu hören ist, wurde auch von Chesters Wirkung auf sein Studiopublikum inspiriert. McCartney veranlasste nach seiner Rückkehr aus Lagos, noch mehr Gelächter in den Londoner AIR Studios aufzunehmen. Paul McCartney sagte dazu: „Das Lachen? Es begann in Afrika. Wir haben am Ende ein bisschen dumm gelacht. Als wir zurückkamen, überspielten wir schließlich diese Menge von Leuten, die lachten. Es war großartig, die Kassetten zu hören und zu versuchen, das bisschen Lachen auszuwählen, das wir verwenden würden. Das meiste davon waren wir, aber wir brauchen ein bisschen, um es abzufedern. Es war großartig, einem Raum voller Leute zuzuhören, die in Stereo lachten.“
Der Titel des Liedes Mrs. Vandebilt war eine falsche Schreibweise der Familie Vanderbilt, der US-amerikanischen Dynastie niederländischer Abstammung, deren Patriarch Cornelius Vanderbilt im 19. Jahrhundert durch Eisenbahn- und Schifffahrtsgeschäfte vermögend wurde. Der Text enthält jedoch kaum mehr als eine beiläufige Erwähnung der Familie: „Lassen Sie mich in Ruhe, Frau Vandebilt [englisch: Mrs Vandebilt], ich habe viel Zeit für mich“. McCartney sagte dazu: „Ich wusste nichts über sie (Frau Vandebilt), aber ich wusste nur, dass sie eine reiche Person ist.“
Ursprünglich wollte Paul McCartney keine Singles aus dem Album Band on the Run veröffentlichen, Mrs. Vandebilt wurde die erste von drei Singleveröffentlichungen, wobei Mrs. Vandebilt nicht in den USA und Großbritannien erschien und am 15. Februar 1974 schon mit Jet die nächste Single in Deutschland veröffentlicht wurde. Für Mrs. Vandebilt wurde kein Musikvideo gedreht.
Der Chorus-Refrain von Mrs. Vandebilt (“Ho Hey Ho …”) taucht später auf dem Album Band On The Run wieder auf, bei der instrumentalen Passage des Liedes Picasso’s Last Words (Drink To Me).
Die Single Mrs. Vandebilt erreichte Platz 33 in Deutschland. In den Niederlanden erreichte die Single Platz sieben.
Mrs. Vandebilt gehörte bei den Wings und dann auch bei Paul McCartneys Liveauftritten nicht zum Standardrepertoire, erst bei einem kostenlosen Konzert am 14. Juni 2008 in Kiew, Ukraine, hatte McCartney es live gespielt, da Mrs. Vandebilt in einer Web-Umfrage die meisten Anfragen erhielt. Darüber hinaus wurde der Song auf seiner Up and Coming Tour 2010, der On the Run Tour 2011/12 und der Out There! Tournee 2013 gespielt.

## Aufnahme
Mrs. Vandebilt wurde von den Wings zwischen dem 1. und 23. September 1973 in den EMI Studios in Lagos in Nigeria mit Paul McCartney als Produzenten aufgenommen. Geoff Emerick war der Toningenieur der Aufnahmen. Während der Aufnahmen hatten sie mit unterschiedlichsten Widrigkeiten zu kämpfen: Das EMI-Studio in Apapa im nigerianischen Bundesstaat Lagos war spartanisch eingerichtet und besaß veraltete Technik, so zogen McCartney, Toningenieur Geoff Emerick und andere selbst Trennwände ein, um verschiedene Instrumente überhaupt auf getrennten Spuren aufnehmen zu können. Das Studio befand sich neben einem lauten Presswerk, und der Bau war noch nicht abgeschlossen. Das Mischpult war defekt und die einzigen Mikrofone waren ein Set, das in einem Pappkarton in einem Schrank gefunden wurde. Ein Stromausfall ereignete sich, während der Basistrack in Lagos aufgenommen wurde. Die Arbeit wurde mit Notstromgeneratoren fortgesetzt, obwohl die Musiker befürchteten, dass der Lärm auf die Tonbänder übertragen wird.
Overdub-Aufnahmen und die Abmischung erfolgten im Oktober in den AIR Studios in London. Die Abmischung erfolgte Ende Oktober/Anfang November in den Kingsway Studios in London.
Besetzung:
- Paul McCartney: Gesang, Akustikgitarre, E-Gitarre, Bassgitarre, Schlagzeug, Elektrisches Klavier, Perkussion
- Linda McCartney: Keyboard, Hintergrundgesang
- Denny Laine: Akustikgitarre, Hintergrundgesang
- Howie Casey: Saxofon

## Veröffentlichung
- Das Album Band on the Run wurde am 5. Dezember 1973 in den USA und am 7. Dezember in Großbritannien veröffentlicht, das Album enthält die Single Mrs. Vandebilt.
- In Deutschland und anderen kontinentaleuropäischen Ländern sowie Australien (nicht in Großbritannien und den USA) wurde im Januar 1974 die Single Mrs. Vandebilt / Bluebird ausgekoppelt.[3][4]
- Im März 1999 wurde die CD, von Greg Calbi und Geoff Emerick erneut in den Sterling Sound Studios remastert, unter dem Titel Band on the Run: 25th Anniversary Edition. Es enthält zusätzlich folgende Versionen von Mrs. Vandebilt: Mrs. Vandebilt (original) / Paul McCartney (Dialogue link 11) / Kenny Lynch (Dialogue), Paul McCartney (Dialogue link 13) / Mrs. Vandebilt (Background)/Michael Parkinson (Dialogue) / Linda McCartney (Band on the Run Photo Shoot) (Dialogue)/Michael Parkinson (Dialogue)[5]
- Mrs. Vandebilt erschien am 10. Juni 2016 auf dem Kompilationsalbum Pure McCartney.
- Am 2. Februar 2024 wurde das Album Band on the Run aus Anlass des 50-jährigen Jubiläums erneut veröffentlicht. Es enthält das zusätzliche Album Band on the Run (Undubbed), das Lieder des Albums in einer Rohfassung ohne Orchestrierung und weitere Overdubs beinhaltet, so auch Mrs. Vandebilt.[6]
- Eine Liveversion von Mrs. Vandebilt wurde 2009 auf dem Album Good Evening New York City veröffentlicht.
- Am 2. Dezember 2022 wurde die Singlebox The 7″ Singles Box veröffentlicht, die auch Mrs. Vandebilt enthält.